# محاضرات في الحكم النحوي والربط الإحالي
محاضرات في الحكم النحوي والربط الإحالي: محاضرات بيسا، هو كتاب لعالم اللغويات الأمريكي نعوم تشومسكي، نُشر في العام 1981. والكتاب تجميعًا لمحاضرات ألقاها تشومسكي في مؤتمر لمنظمة اللغويات التوليدية في العالم القديم وورشات العمل المستتبعة في مدرسة لا نورماله العُليا في بيزا، بإيطاليا في العام 1979. في كتابه هذا، يطرح تشومسكي نظريّته الخاصة بالحكم النحوي والربط الإحالي في النحو. أحدثت هذه النظرية هزّة في الأوساط البحثيّة في المجال النحوي في بداية الثمانينيات من القرن العشرين، وخصوصًا بين علماء اللغويات الحكم النحويين ضمن إطار النحو التحويلي.

## الخلفية
منذ بداية تصوّره في الخميسنيات من القرن العشرين، انصبّ اهتمام الشق التشومسكي من اللغويات على معرفة الفرد باللغة، والمعرفة الذهنية غير الواعية التي تجعله متحدثّا أصليًّا في أيّ لغة. هذه المعرفة الفِطريّة –وغير المُدرَكة– باللغة هي ما يُطلَق عليها اسم الكفاءة اللغوية، في حين أنّ السلوك اللغوي الظاهر الذي يُتيح لعالم اللغة مُعطيات الملاحظة والقياس يدعى الأداء اللغوي. يسعى النحو التوليدي إلى تقديم نموذج ملاحظة كافٍ يختص بالكفاءة اللغوية. عندما يتمكّن مثل هذا النظام القواعدي من توليد (أي، تقديم وصفٍ تركيبيّ واضح) جميع الجمل القواعدية (الصحيحة نحويًّا منها) في اللغة، والنجاح في التقاط جميع الجُمَل غير القواعدية، عندما يتمّ هذا، يُسمّى هذا النظام القواعدي كافيًا للملاحظة. إذا تمكّنت القواعد من وصف اكتساب هذه الكفاءة اللغوية لدى الأطفال منذ حالتها الأولية إلى آخر أشكالها، يُقال عن هذه القواعد أنّها تتّسم بالكفاية الوصفيّة. في نظرية الحكم النحوي والربط الإحالي، يركّز تشومسكي على الحالة الأوليّة لكفاءة الطفل اللغوية، والتي تُدعى هبة اللغة البيولوجية. بما أن كل طفل يستطيع اكتساب أيّ لغة، فهذه الهبة تُدعى أحيانًا أخرى منظومة النحو الكليّة.
في كتابه البُنى النحوية (1957)، أرسى تشومسكي دعائم مفهوم النحو التحويلي التوليدي، وهو عبارة عن مقاربة شكلية للتنظير اللغوي أحدثت ثورة في علم اللغويات. في كتابه جوانب في نظرية النحو (1965)، خضع نموذج النحو التحويلي التوليدي للمراجعة التي اشتملت على مكوّن معجميّ، والتفريق بين البنية العميقة والبنية السطحية، وبعض الابتكارات التقنية مثل الميزات النحوية وقواعد بُنى العبارات المتكررة. وصار هذا النموذج المطروح في كتابه جوانب صار يُعرف باسم «النظرية المعياريّة». خلال بداية السبعينيات من القرن العشرين، أُعيد النظر في بعض قواعد النظرية المعيارية، وهو ما أدى إلى ظهور «النظرية المعيارية الموسّعة»، حيث اشتملت المستويات النحوية المتعددة على معلومات ذات صِلة بالمعنى. قادت العديد من المراجعات والابتكارات التقنية، مثل تقديم مبدأ التصنيفات الفارغة، ونظرية نحو الشَرطات X-bar، والبنية العميقة (d-structure) والبنية السطحية (s-structure)، وشروطًا على التمثيلات مثل «مصفاة الحالة»، وغيرها قادت إلى «النظرية المعيارية الموسّعة المراجَعة»، لجأ تشومسكي بمقتضاها إلى تبسيط النموذج النحوي بدرجة كبيرة. تمثّل محاضرات في الحكم النحوي والربط الإحالي الخطوة التالية في فِكر اللغويات التشومسكية يحتلّ فيها النحو الكلّي والدراسات بشأن سِماتِه أهميّة رئيسيّة.

## النحو الكلّي – مبادئ ومتغيّرات
في محاضرات في الحكم النحوي والربط الإحالي، يفترض تشومسكي ما يلي: ثمة نظام نحوي كلي وهو عبارة عن مجموعة من المبادئ اللغوية المشتركة يمتلكها كلّ طفل منذ الولادة. يتضمّن النحو الكليّ بعض «المبادئ» التي تنطبق على جميع اللغات. بالإضافة إلى ذلك، يضم النحو الكلي في ثناياه بعض «المتغيرات» المرِنة التي تتثبت بالتجربة. مع اكتساب الطفل الخبرة اللغوية، يستخدم ذهنُه أدلة لغوية محدودة (مرتبطة بفقدان الحافز) تكون متاحةً له لتثبيث متغيرات النحو الكلي وبطريقة غير استقرائية تُفضي إلى نشوء النحو الأساسي للغة الطفل الأولى.

## وصلات خارجية
- Google Books preview of Lectures on Government and Binding